# Juliana Top
El Julianatop (Montaña Juliana o Pico Juliana) es la montaña más alta de Surinam. Está ubicada en el Distrito de Sipaliwini. Hasta la independencia de Surinam del Reino de los Países Bajos que se produjo en el año 1975, fue el Julianatop el punto más alto en todo el Reino neerlandés.
Posee un altura estimada en los 1.280 metros y está situado en el centro de las Montañas Guillermina al sur del cuarto Paralelo entre las márgenes occidental y oriental del río Lucie.
La montaña fue nombrada en honor de la princesa Juliana de los Países Bajos.